# Дајнсте
Дајнсте (њем. Deinste) општина је у њемачкој савезној држави Доња Саксонија. Једно је од 40 општинских средишта округа Штаде. Према процјени из 2010. у општини је живјело 2.177 становника. Посједује регионалну шифру (AGS) 3359011.

## Географски и демографски подаци
Дајнсте се налази у савезној држави Доња Саксонија у округу Штаде. Општина се налази на надморској висини од 19 метара. Површина општине износи 27,2 km². У самом мјесту је, према процјени из 2010. године, живјело 2.177 становника. Просјечна густина становништва износи 80 становника/km².